# ستيفاني كايو
ستيفاني كايو واسمها ستيفاني كريستينا كايو سانغينيتي (بالإسبانية: Stephanie Cristina Cayo Sanguinetti)‏ (8 أبريل 1988، ليما)؛ ممثلة ومغنية وكاتبة أغانٍ وعارضة أزياء بيروفية. دخلت المجال الفني وهي في سن العاشرة.

## أعمالها

### مسلسلات
| السنة     | اسم العمل    | الدور                   | ملاحظات                             |
| --------- | ------------ | ----------------------- | ----------------------------------- |
| 2006      | المتمردة     | واندا                   | حلقة واحدة                          |
| 2011–2012 | السكرتير     | أنتونيا "توني" فونتالفو | دور بطولة؛ 152 حلقة                 |
| 2015–2019 | نادي الغربان | ماري لوز سولاري         | دور بطولة (الموسم 1، 2، 4)؛ 34 حلقة |